# Ричард Хамънд
Ричард Марк Хамънд (на английски: Richard Mark Hammond) е британски ТВ водещ.
Той е най-известен с предаването „Топ Гиър“ (на английски: Top Gear), което води заедно с Джеръми Кларксън и Джеймс Мей. По-късно е водещ и на предаванията Брейниак, което се излъчва по Sky1, Да се тревожа ли за...?, което се излъчва по BBC, и Тотъл Уайпаут, което също така се излъчва по канал BBC.
През 2006 г. Хамънд катастрофира с Драгстър, състезателна кола с реактивен двигател на скорост около 450 км/ч (280 мили в час). Има опасност за живота му, но месеци по-късно той се възстановява и продължава да води шоуто. След това е водещ на шоуто Теория на Глупостта.